# E-st@r
e-st@r — итальянский ИСЗ, разработанный Туринским политехническим университетом с целью опробования новой A-ADCS (англ. Active - Attitude Determination and Control System — Активная Система Контроля и Определения Ориентации). Введение ориентации является одним из важнейших средств повышения возможностей будущего «CubeSat» и малых спутников в целом. Предоставление спутнику возможности активно контролировать своё пространственное положение может представлять ключевой интерес для будущего развития сложных миссий, связанных с малыми спутниками. Факторами, влияющими на выбор этого эксперимента, были: важность результатов эксперимента, влияние эксперимента на успешное выполнение миссии «e-st@r» и надёжность, знания и опыт группы, имеющиеся ресурсы для развития эксперимента с точки зрения бюджета, средств и людей, и периода времени развития. Побочными целями миссии были: проведение научных работ студентами и аспирантами, обучение специалистов в космонавтике.

## PicPoT
История проекта «e-st@r» началась с проекта «PicPoT» (ит.) англ. Pico-Satellite — ПикоСпутник в 2004 году. Его разработка началась в Департаменте по Аэронавтике и космическим технологиям Туринского политехнического университета вместе с коллективами, представляющими Римский университет Ла Сапиенца и Неаполитанский университет имени Фридриха II. Ранее эти три университета уже сотрудничали в области разработки небольших недорогих спутников. Проект «PicPoT» должен быть чисто студенческим и быть доведённым от разработки до запуска коллективом студентов. Основной задачей спутника было выбрано фотографирование Земли в северном полушарии.
В июле 2006 года спутник был доставлен на космодром Байконур для запуска. 26 июля 2006 года в 19:43:05 был произведен запуск ракеты-носителя (РН) Днепр с площадки № 109 (СК-95). Двигатель первой ступени аварийно выключился на 74-й секунде, в результате чего ракета упала в 150 км от стартовой площадки, на границе Казахстана и Узбекистана, в шести километрах северо-восточнее зимовки Тагай. Головной обтекатель упал в 25 километрах южнее города Байконур. Жертв и пострадавших нет. В аварии было потеряно 18 спутников, в том числе «PicPoT». Согласно заключению комиссии авария РН «Днепр» 26 июля произошла из-за нарушения теплоизоляции, в результате чего произошёл перегрев рабочего тела гидропривода, который управляет качанием камеры номер 4 двигательной установки первой ступени.
Несмотря на провал миссии, программу «PicPoT» можно рассматривать как успех с разных точек зрения. Прежде всего, он показал, что небольшая группа людей с большим энтузиазмом, хотя и с очень ограниченным бюджетом, может разработать и запустить спутник на орбиту. Во-вторых, он был успешным с точки зрения образования. Программа была разработана студентами и аспирантами из аэрокосмического, электронного и теплотехнического факультетов. Все они занимались интересной и сложной деятельностью, учились сотрудничать между собой и с другими командами из-за рубежа в течение всей программы путём обмена информацией и опытом.
Трудности, возникшие главным образом в организации программы, в частности, в связи с непрерывной задержкой даты запуска, а также связанные с отсутствием опыта в команде. С технической точки зрения, корабль был полностью изготовлен и испытан, поэтому главная цель всей программы была выполнена.

## Цели миссии
Основные цели миссии:
- Подготовка специалистов в области аэрокосмической промышленности;
- Изучение технологий для удешевления стоимости бюджетных спутников.

E-st@r прежде всего образовательный проект.
Научные цели миссии:
- разработка и тестирование Активная Система Контроля и Определения Ориентации (ADCS);
- тест миниатюрных топливных элементов (отменена);
- проверка коммерческих компонентов и материалов.

Отмена теста топливных элементов была вызвана утечкой воды при наземных испытаниях в вакууме. Тестирование было перенесено на следующую миссию, а для «e-st@r» была добавлена проверка коммерческих компонентов и материалов.

## Хронология миссии
| Фаза                                               | Уточнение                                                                                 |
| Запуск                                             |                                                                                           |
| Достижение орбиты                                  | Спустя примерно 70 мин                                                                    |
| Активация спутника и отделение от разгонного блока | Зависит от фазы разгонного блока                                                          |
| Начало фазы инициализации спутника                 | Время загрузки                                                                            |
| Завершение фазы инициализации                      | Около 150 минут                                                                           |
| Развертывание антенны                              | Зависит от части орбиты, угловых скоростей и времени достижения орбиты                    |
| Антенна развернута                                 | Время, необходимое для развертки                                                          |
| Начала приёма телеметрии и передачи данных         | Время необходимое для получения и обработки телеметрии                                    |
| Вхождение аппарата в рабочую (номинальную фазу)    |                                                                                           |
| Завершение миссии                                  | от 3 до 6 месяцев                                                                         |
| Уничтожение спутника                               | Спустя 12 месяцев спутник войдёт в плотные слои атмосферы Земли с последующим разрушением |
| -------------------------------------------------- | ----------------------------------------------------------------------------------------- |

## Наземный сегмент
В течение 2005 года группа радиолюбителей города Бра, провинции Кунео, Италия построили Спутниковую радиостанцию любительского диапазона. Подобных станций много в мире, однако сделали портативную станцию на крыше радиоклуба. Команда разработчиков «PicPoT» предложила воспользоваться этой станцией для связи со спутником. Станция оснащена азимутальным и вертикальным роторами антенны (YAESY G400 и G5600) с выделенным блоком управления, подключенным к персональному компьютеру, где программное обеспечение спутникового слежения фиксирует выбранный спутник. Одновременно на роторе монтируется одна антенна МВ (УКВ)-диапазона и одна ДМВ (КВ)-диапазона. В дальнейшем планируется расширение с помощью добавления антенн S-диапазонa и X-диапазонa. Антенна метровых волн оснащена шумоподавителем, а также усилителем исходящего сигнала. В дальнейшем планируется покупка двойного трансивера IC-910H. Для демодуляции сигнала используются различные пакеты программного обеспечения — CW (Азбука Морзе), SSTV Телевидение с медленной развёрткой, Packet Radio. В ходе подготовки к запуску «PicPoT» были проведены несколько тестов с целью проверки возможностей станции. В качестве примера использовался демодулированный сигнал японского радиолюбительского спутника СО-55, передававший телеметрию на 100 мВт CW-сигнала при прохождении через Исландию (наклонная дальность около 3 000 км).